# فتح نوفو بردو
حصار نوفو بردو هو حصار عسكري فرضه العثمانيون على مدينة نوفو بردو في ديسبوت صربيا استمر من أكتوبر 1440 حتى فتحها العثمانيون في 27 يونيو 1441م.

## الخلفية التاريخية
تعد مدينة نوفو بردو أحد أكبر مدن منطقة البلقان وبسبب غناها بمناجم الذهب والفضة أصبحت المدينة من أهم المدن الغير ساحلية في البلقان خلال القرنين الرابع عشر والخامس عشر وقد سبق للعثمانيين حصارها مرتين دون نجاح في عامي 1412م و 1427م مستخدمين في ذلك مدافع صنعت خلال حصار إسطنبول عام 1422م.
في عام 1439 هاجمت القوات العثمانية بقيادة السلطان مراد الثاني ديسبوت صربيا التي لجأ حاكمها إلى المجر لطلب المساعدة للدفاع عن إمارته تاركاً إبنه الأكبر غروغر لمواجهة العثمانيين٬ تقدمت القوات العثمانية وحاصرت مدينة سميديريفو عاصمة البلاد وخلال الحصار أمر السلطان أحد قادته لمحاصرة مدينة نوفو بردو٬ في 18 أغسطس 1439م فتح العثمانيون مدينة سميديريفو وتوجه السلطان بقواته لينظم باقي قواته المحاصرة لنوفو بردو وقام بمهاجمتها دون نجاح. أدرك العثمانيون صعوبة الاستيلاء عليها بسبب تحصيناتها فرفعوا الحصار لقضاء فصل الشتاء في سكوبيه في حين توجه السلطان إلى أدرنة. وبحلول ربيع عام 1440م عادت القوات العثمانية لتهاجم صربيا فحاصروا مدينة بلغراد في أبريل 1440م واستمر الحصار حتى أكتوبر حيث لم ينجح العثمانيون في فتح المدينة.